# Циманампецуца (национальный парк)
Циманампецуца (малаг. Tsimanapetsotsa, Tsimanampetsotse) — национальный парк на юго-западе Мадагаскара площадью 432 км², в 90 км к югу от города Тулиара. Имеет статус охраняемой зоны с 1927, национального парка — с 2002 года, объект Рамсарской конвенции с 1998 года. Основная достопримечательность — одноимённое солёное озеро, кроме того, включает сухие колючие леса, песчаные дюны и болота; на территории парка обитает от 72 до более чем 110 видов птиц, 12 видов млекопитающих (в том числе 4 вида лемуров) и порядка 40 видов пресмыкающихся, большинство из которых эндемичны.

## География
Национальный парк Циманампецуца располагается в юго-западной части острова Мадагаскар в регионе Ациму-Андрефана (бывшая провинция Тулиара). Ближайшие города — Анакау и Тулиара (в 90 км к северу), расстояние до столицы государства, Антананариву, — порядка 950 км. Площадь национального парка, расположенного недалеко от побережья острова, 432 км² (24 км в длину и 18 км в ширину). Рядом с границей парка проходит национальное шоссе № 10, соединяющее Тулиару и Фо-Кап. До парка можно добраться автомобильным транспортом или катером из Тулиары и Анакау.
На территории национального парка расположено одноимённое солёное озеро, название которого в переводе с малагасийского обозначает «озеро, где не живут дельфины». Вытянутое мелководное озеро достигает в длину более 20 км, из-за высокой концентрации сульфата кальция в нём не живёт рыба, однако его воды богаты на оттенки синего — от топазового до бирюзового. За исключением озера и некоторого количества болот, остальная территория парка представляет собой в основном две разных природных зоны — известняковое плато, покрытое эндемичным ксерофильным колючим лесом, баобабами и баньянами, и прибрежные песчаные дюны с травянистой растительностью. Работой подземных вод обусловлено наличие на территории парка многочисленных пещер и провалов. Национальный парк расположен в самой засушливой части Мадагаскара, где в год выпадает лишь около 300 мм осадков. Дневные температуры как правило превышают 40 °C, а по ночам температура падает до 20 °C и ниже. Средняя годовая температура 23 °C, сухой сезон продолжается от 7 до 9 месяцев в году.

## Растительность и животный мир
От 75 % до 90 % биоразнообразия на территории национального парка Циманампецуца представляют эндемичные виды. В парке насчитывается 185 видов растений, относящихся к 132 родам 65 семейств.
На территории Циманампецуца проживают, по разным оценкам, от 72 до более чем 110 видов птиц, в том числе единственные на Мадагаскаре фламинго и пять из восьми видов эндемичных для этого острова мадагаскарских кукушек. Среди других пернатых обитателей парка — буролобая ньютония, мадагаскарский зуёк, пустынная узкоклювая ванга, краснохвостые ванги, хохлатая лысуха, сероголовый неразлучник, хохлатый дронго и мадагаскарская пустельга.
Из 12 видов млекопитающих, обитающих в парке, — редкий эндемичный мунго Грандидье и четыре вида лемуров, в том числе также редкий мышиный лемур Microcebus griseorufus. Ещё одним эндемиком Мадагаскара является почти вымершая лучистая черепаха, представляющая собой один из 39 видов пресмыкающихся, населяющих парк (по другим данным, герпетофауна включает 42 вида). Хотя в солёном озере Циманампецуца не живёт рыба, на территории парка всё же имеется и ихтиофауна, представленная слепыми рыбами (Typhleotris madagascariensis), обитающими в небольших пещерных озёрах.

## Основные исторические вехи
Природоохранная зона вокруг озера Циманампецуца была учреждена уже в 1927 году, став десятой в общей сложности на Мадагаскаре и первой в тогдашней провинции Тулиара. В 2002 году она была преобразована в национальный парк. В 1998 году заповедник Циманампецуца стал первым на Мадагаскаре объектом Рамсарской конвенции.